# Атлантический большеголов
Атлантический большеголов, или атлантический слизнеголов, или исландский берикс (лат. Hoplostethus atlanticus), — вид крупных глубоководных лучепёрых рыб семейства большеголовых (Trachichthyidae). По сведениям Общества охраны моря (Marine Conservation Society), является видом, находящимся под угрозой.

## Описание
Атлантический большеголов живёт в холодной воде (от 3 до 9 °C) на глубине от 180 до 1800 метров в Атлантическом, Тихом и Индийском океанах. Известен большой продолжительностью жизни. Максимальный зафиксированный (хотя и поставленный под сомнение) возраст — 149 лет. Является объектом глубоководной траулерной рыбной ловли. При жизни имеет красновато-кирпичный цвет, после смерти — желтовато-оранжевый. Рост очень медленный, созревание позднее.

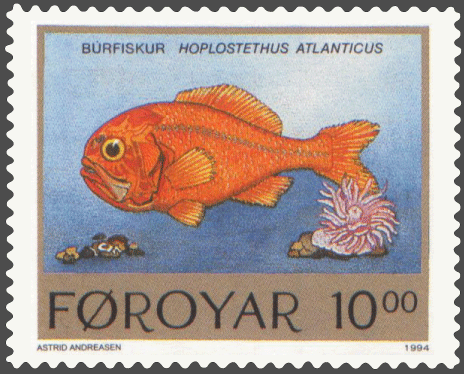
Изображение рыбы на марке Фарерских островов. Худ. Астрид Андреасен